# Agnes Reisch
Agnes Reisch (* 11. Oktober 1999 in Missen-Wilhams) ist eine deutsche Skispringerin.

## Werdegang
Agnes Reisch gab ihr internationales Debüt am 14. August 2013 im Rahmen des Alpencups in Pöhla. Bei einem der folgenden Wettkämpfe von der Mittleren Schanze in Einsiedeln erreichte sie im September ihre erste Podiumsplatzierung. Bei den Nordischen Skispielen der OPA gewann die Allgäuerin Bronze im Einzel und Silber mit dem Team. Im Sommer 2014 siegte sie bei allen vier Alpencup-Wettbewerben in Pöhla und Bischofsgrün. In der Folge gewann sie zudem die meisten Springen und sicherte sich den Gesamtsieg.
Im Rahmen des Europäischen Olympischen Winter-Jugendfestivals 2015 in Tschagguns gewann sie punktgleich mit Luisa Görlich Bronze im Einzelspringen sowie Gold im Mixed-Team. Anschließend sicherte sich Reisch bei den Nordischen Skispielen der OPA Silber im Einzel und gemeinsam mit Henriette Kraus und Luisa Görlich Gold. Im März 2015 gewann Reisch das Finale des DSV-Schülercups und wurde damit Deutsche Jugendmeisterin 2015.
Im Sommer 2015 stand sie bei den ersten sechs Springen im Alpencup erneut auf dem Podium. Im September erreichte die damals 15-Jährige mit dem dritten Platz in Oslo erstmals eine Podestplatzierung im Continental Cup.
Ende Januar 2016 gab sie ihr Weltcupdebüt beim Springen in Oberstdorf und wurde als 13. beste deutsche Athletin. Im Februar nahm Reisch bei den Olympischen Jugend-Winterspielen in Lillehammer teil und konnte mit dem Team die Silbermedaille gewinnen.
Bei den Junioren-Weltmeisterschaften 2017 in Park City, Utah gewann Reisch im Mannschaftswettbewerb zusammen mit Gianina Ernst, Luisa Görlich und Pauline Heßler die Goldmedaille und im Mixed-Teamwettkampf gemeinsam mit Martin Hamann, Gianina Ernst und Constantin Schmid die Silbermedaille. Im Einzelwettbewerb belegte sie Platz fünf.
Bei den Nordischen Junioren-Skiweltmeisterschaften 2019 im finnischen Lahti konnte sie mit der Juniorinnen-Mannschaft gemeinsam mit Jenny Nowak, Josephin Laue und Selina Freitag die Silbermedaille und mit dem Mixed-Team, zu dem auch Selina Freitag, Luca Roth und Constantin Schmid gehörten, die Bronzemedaille gewinnen. Im Einzelwettbewerb wurde sie 16.
Am Grand-Prix-Wochenende in Hinterzarten belegte Reisch Ende Juli 2019 den sechsten Platz. Als beste Deutsche wurde sie somit für das Mixed-Teamspringen nominiert, das sie gemeinsam mit Juliane Seyfarth, Karl Geiger und Richard Freitag gewinnen konnte.
Bei der Landung eines Trainingssprungs im Mai 2021 in Tschagguns zog sich Reisch einen Kreuzbandriss im rechten Knie zu, woraufhin sie im Juni in München operiert wurde. Reisch fiel somit für die Saison 2021/22 aus.
Am 25. Januar 2025 konnte sie gemeinsam mit Selina Freitag im Super-Team-Wettbewerb auf der Zaō-Schanze von Yamagata in Japan ihren ersten Weltcupsieg feiern.

## Erfolge

### Weltcupsiege im Team
| Nr. | Datum           | Ort         | Typ                      |
| --- | --------------- | ----------- | ------------------------ |
| 1.  | 25. Januar 2025 | Yamagata    | Normalschanze Super Team |
| 2.  | 8. Februar 2025 | Lake Placid | Großschanze Mixed        |

### Grand-Prix-Siege im Team
| Nr. | Datum         | Ort          | Typ                 |
| --- | ------------- | ------------ | ------------------- |
| 1.  | 27. Juli 2019 | Hinterzarten | Normalschanze Mixed |

### Continental-Cup-Siege im Einzel
| Nr. | Datum             | Ort         | Typ                  |
| --- | ----------------- | ----------- | -------------------- |
| 1.  | 10. Dezember 2023 | Lillehammer | Normalschanze (ICOC) |

## Statistik

### Weltcup-Platzierungen
| Saison  | Platz | Punkte |
| ------- | ----- | ------ |
| 2015/16 | 35.   | 042    |
| 2016/17 | 37.   | 057    |
| 2017/18 | 48.   | 006    |
| 2018/19 | 49.   | 006    |
| 2019/20 | 29.   | 075    |
| 2020/21 | 43.   | 011    |
| 2022/23 | 32.   | 119    |
| 2023/24 | 33.   | 070    |
| 2024/25 | 14.   | 484    |

### Grand-Prix-Platzierungen
| Saison | Platz | Punkte |
| ------ | ----- | ------ |
| 2018   | 35.   | 014    |
| 2019   | 13.   | 066    |
| 2020   | 12.   | 022    |

### Continental-Cup-Platzierungen
| Saison  | Platz | Punkte |
| ------- | ----- | ------ |
| 2013/14 | 030.  | 019    |
| 2014/15 | 045.  | 019    |
| 2015/16 | 008.  | 146    |
| 2016/17 | 025.  | 053    |
| 2017/18 | 013.  | 127    |
| 2018/19 | 016.  | 155    |

### Deutsche Meisterschaften
| Deutsche Meisterschaften | Deutsche Meisterschaften | Deutsche Meisterschaften |
| ------------------------ | ------------------------ | ------------------------ |
| Bronze                   | 2019 Klingenthal         | Einzel Großschanze       |
| Bronze                   | 2020 Oberstdorf          | Einzel Großschanze       |
| Bronze                   | 2022 Hinterzarten        | Einzel Großschanze       |